# Arcidiecéze tyrská
Arcidiecéze tyrská je titulární diecéze římskokatolické církve na území Izraele.

## Historie
Tyr, kde je křesťanská komunita doložena již v Novém zákoně, byl metropolitní arcidiecézi již od 2. století, přičleněnou k Antiochijskému patriarchátu. Podle pramene Notitia episcopatuum ze 6. století měl následující sufragánní diecéze:
- Porphyreon
- Arca
- Ptolemais
- Sidón
- Sarepta
- Byblus
- Botri
- Ortosia
- Aradus
- Antarados
- Caesarea
- Raclea
- Tripolis.

Po vzniku křižáckých států řecký biskup uprchl, a byl na jeho místo dosazen latinský, který byl podřízen Latinskému patriarchátu jeruzalémskému. Jeho sufragánními biskupstvími v té době byly:
- Sidón
- Bejrút
- Akko
- Banyas

Po dobytí Tyru Mameluky roku 1291 latinský arcibiskup na příkaz papeže opustil Tyr a arcidiecéze se stala titulární.

## Seznam biskupů a arcibiskupů tyrských

### První biskupové (do křížových výprav)
- Cassius (cca 190)
- Marinus (cca 250)
- Tyrannius, umučen za Diocleciána
- Dorotheus I, umučen za Juliána Apostaty
- Paulinus
- Zeno I (zmínka 325)
- Paulus (zmínka 335)
  - Vitalis (zmínka 344)
  - Uranius (zmínka 359)
- Zeno II (př. 366–381)
- Diodorus (381–?)
- Reverentius
- Cyrus (?–431)
- Berenicianus (431–?)
  - Irenaeus (445–449)
- Photius (cca 449)
- Dorotheus II (zmínka r. 458)
- John Codonatus (před 482 – c. 488)
- Epiphanius (zmínka r. 518)
- Eusebius (zmínka r. 553)
- Thomas (př. 869 – po 879)

### Latinští arcibiskupové v křižáckých dobách
- Odo (?–1124)
- Wilhelm (1127–1134)
- Fulko (1135–1146)
- Radulf (1146–1148)
- Petr z Tyru (1148–1164)
- Friedrich de La Roche (1164–1174)
- Vilém z Tyru (1174–1186)
- Joscius (před 1189-cca 1198)
- Clarembaut (cca1203)
- Simon de Maugastel (1216–1227)
- Pierre de Sergines († 1244)
- Philipp (po 1244)
- Nikolaus Larcat (cca 1253?)
- Gilles de Saumur (1253–1266)
- Johannes (?–1272?)
- Bonacourt (?–1290?)

### Titulární arcibiskupové latinští
- Biagio (1384 - ?)
  - Onorato (?) (zvolený biskup)
- Guglielmo di San Nicola, O.P. (1384 - 1384)
- Guglielmo Reginaldelli, O.F.M. (1387 - ?)
- Nicola (?)
- Bérenger Guilhot ( 1425 - ?)
- Pierre de Beraytz, O.F.M. ( 1429 - ?)
- Philippe de Lévis ( 1454 - ?)
- Suero Doca, O.Cist. (cca 1500 - 1509)
- Francesco Barbaro ( 1585 - 1593)
- Ermolao Barbaro ( 1596 - 1616)
- Diego Guzmán de Haros (1616 - 1625)
- Alfonso Perez de Guzmán (1625 - 1670)
- Antonio Manrique de Guzmán (1670 - 1679)
- Antonio de Benavides y Bazan (1679 - 1691)
- Pedro Portocarrero y Guzmán (1691 - 1705)
- Giovanni Battista Altieri ( 1724 - 1724)
- Giovanni di Lerma ( 1725 - 1741)
- Giovanni Andrea Tria (1741 - 1761)
- Ottavio Antonio Baiardi (1761 - 1764)
- Giuseppe Simone Assemani (1766 - 1768)
- Innocenzo Conti ( 1769 - 1773)
- Vincenzo Ranuzzi (1775 - 1785)
- Annibale della Genga (1794 - 1816)
- Giacomo Giustiniani ( 1817 - 1826)
- Carlo Giuseppe d'Argenteau ( 1826 - 1879)
- Domenico Maria Jacobini (1881 - 1896)
- Victor-Jean-Joseph-Marie van den Branden de Reeth (1897 - 1909)
- Franz Xaver Nagl (1910 - 1911)
- Vittorio Amedeo Ranuzzi de' Bianchi (1911 - 1916)
- Rodolfo Caroli ( 1917 - 1921)
- Pietro Benedetti ( 1921 - 1930)
- Egidio Lari ( 1931 - 1965)
- Bruno Wüstenberg (1966 - 1984)